# Kopalnia Węgla Kamiennego Sośnica
Kopalnia Węgla Kamiennego Sośnica – kopalnia węgla kamiennego w Gliwicach. Kopalnia należy do spółki Polskiej Grupy Górniczej i zatrudnia 2087 pracowników. Poziomy wydobywcze zakładu znajdują się na głębokości 550, 750 i 950 m. W granicach kopalni pozostaje obszar górniczy o powierzchni 32,4 km².
W dniach 16 i 17 września 2006 roku podczas IV Gliwickich Dni Dziedzictwa Kulturowego, można było zwiedzać najstarszą część kopalni KWK Sośnica. Wśród atrakcji przewidziano zjazd pod ziemię, podróż kolejką, zwiedzanie izby tradycji kopalni i wjazd na 70 metrowy szyb, z którego można było podziwiać panoramę Gliwic.
Średniodobowe wydobycie w 2016 r. wynosiło 14 300 ton.

## Historia[1]

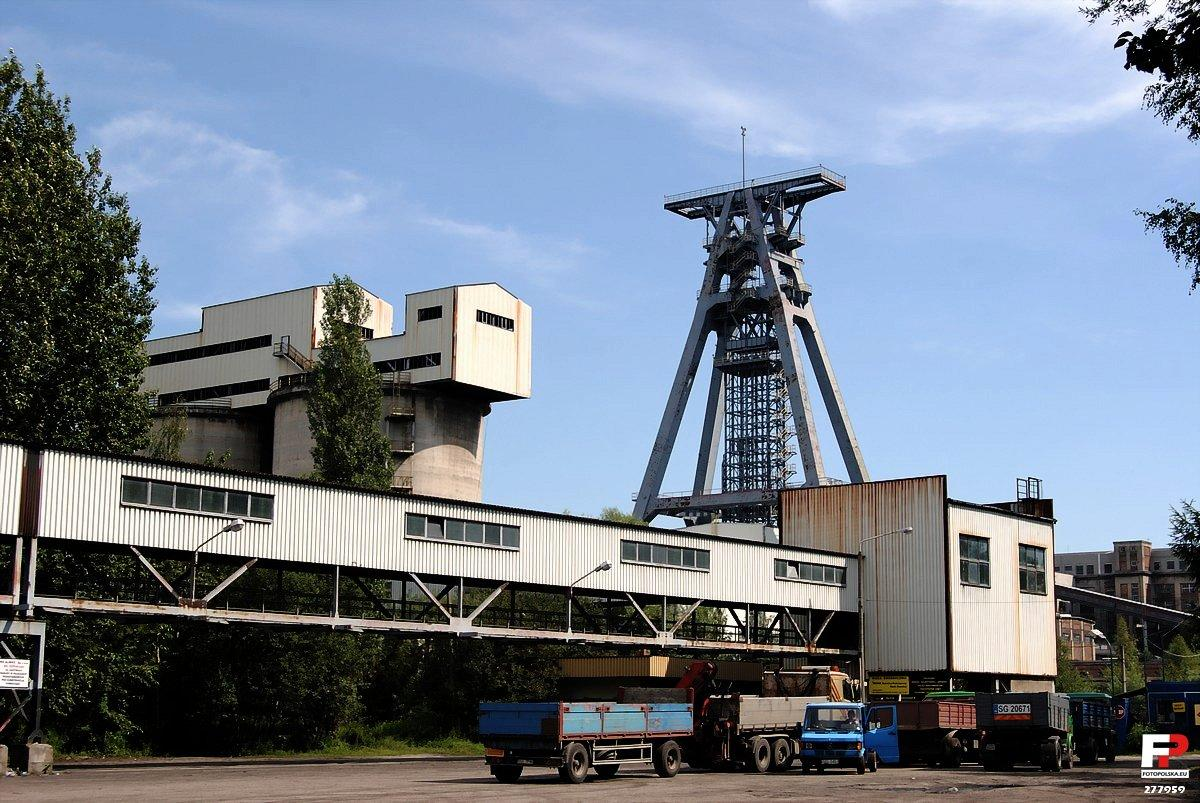
Wieża wyciągowa nieukończonego szybu VII kopalni Sośnica

- 1857 – początki kopalni nadanie pola górniczego Eustachius.
- 1913 – rozpoczęcie budowy.
- 1917, 16 października – uruchomienie i rozpoczęcie wydobycia.
- 1922 – otrzymała nazwę „Consolidierte Oehringen Grube”.
- 1939 – kopalnia została wzięta w zarząd komisaryczny.
- 1941 – przejęta została przez Koncern Hermann Göring. Zatrudniano w niej angielskich i rosyjskich jeńców wojennych oraz przymusowych pracowników z okolic Bielska-Białej i Ukrainy.
- 1945 – 1957 – kopalnia należała do Gliwickiego Zjednoczenia Przemysłu Węglowego.
- 1957 – należy do Zabrzańskiego Zjednoczenia Przemysłu Węglowego.
- 1996 – 1997 – ze względów ekonomicznych została ograniczona podziemna struktura kopalni.
- 2005, 1 lipca – kopalnia „Sośnica” została połączona z kopalnią „Makoszowy” w dwuruchowy zakład KWK „Sośnica-Makoszowy”.
- 2015, 30 kwietnia - dwuruchowy zakład KWK „Sośnica-Makoszowy” został podzielony na dwie odrębne kopalnie KWK „Sośnica” i KWK „Makoszowy”.
- 2016, 1 maja - niezależna Kopalnia KWK „Sośnica”.